# Гара Бобоку (Бузау)
Гара Бобоку (рум. Gara Bobocu) насеље је у Румунији у округу Бузау у општини Кокирљанка. Oпштина се налази на надморској висини од 118 m.

## Становништво
Према подацима из 2002. године у насељу је живело 322 становника, од којих су сви румунске националности.